# Ariarathes VIII.

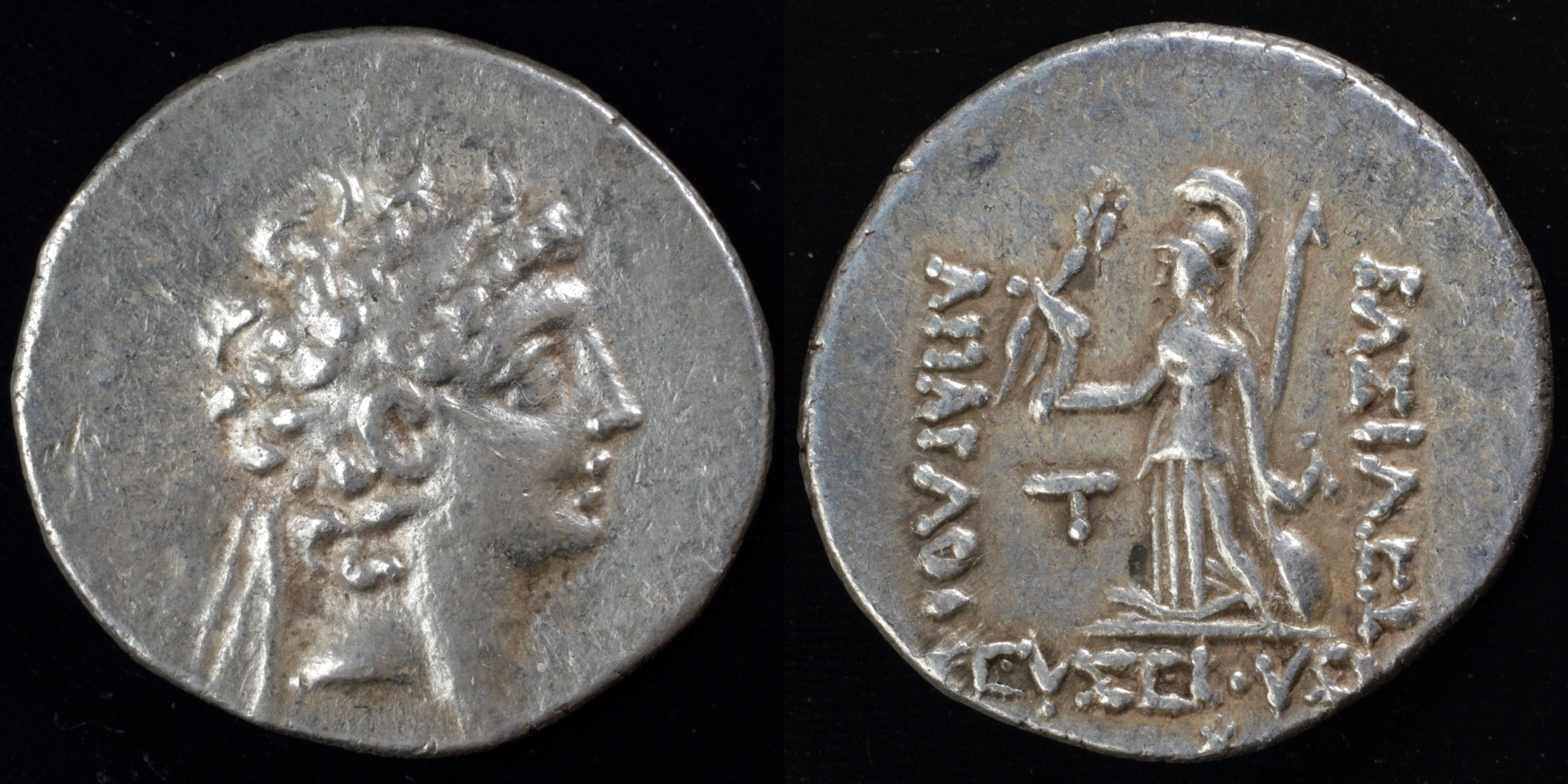
Silberdrachme des Antiochos VIII., um 99/98 v. Chr. in Eusebeia geschlagen.

Ariarathes VIII. Epiphanes Eusebes (altgriechisch Ἀριαράθης Ἐπιφανής, † um 95 v. Chr.) war von etwa 100 bis 96/95 v. Chr. König von Kappadokien.
Ariarathes VIII. war der zweite Sohn des kappadokischen Königs Ariarathes VI. und der Laodike, einer Schwester des romfeindlichen Königs Mithridates VI. von Pontos. Er wurde zu seiner Erziehung in die römische Provinz Asia geschickt, wo er vermutlich eine griechische Bildung erhielt. Sein älterer Bruder Ariarathes VII. wurde um 100 v. Chr. auf Befehl seines Onkels Mithridates VI. beseitigt, der daraufhin seinen eigenen, erst achtjährigen Sohn unter dem Namen Ariarathes IX. zum neuen König Kappadokiens erhob. Ein Teil des kappadokischen Adels war mit der Einsetzung des Ariarathes IX. unzufrieden und revoltierte gegen ihn. Dann riefen die Aufständischen Ariarathes VIII. von der Provinz Asia zurück, damit er den verwaisten Thron bestieg.
In der Zeit seiner kurzen Herrschaft prägte Ariarathes VIII. Münzen, die auf dem Avers das Porträt seines Kopfes mit Diadem zeigen und eines seiner beiden Epitetha Epiphanes und Eusebes anführen. Um 96/95 v. Chr. bekriegte Mithridates VI. den Ariarathes VIII. erfolgreich und vertrieb ihn aus seinem Königreich. Der junge König starb kurz danach an einer Krankheit. Mit seinem Tod endete die Dynastie der Ariarathiden.